# Tecodonte

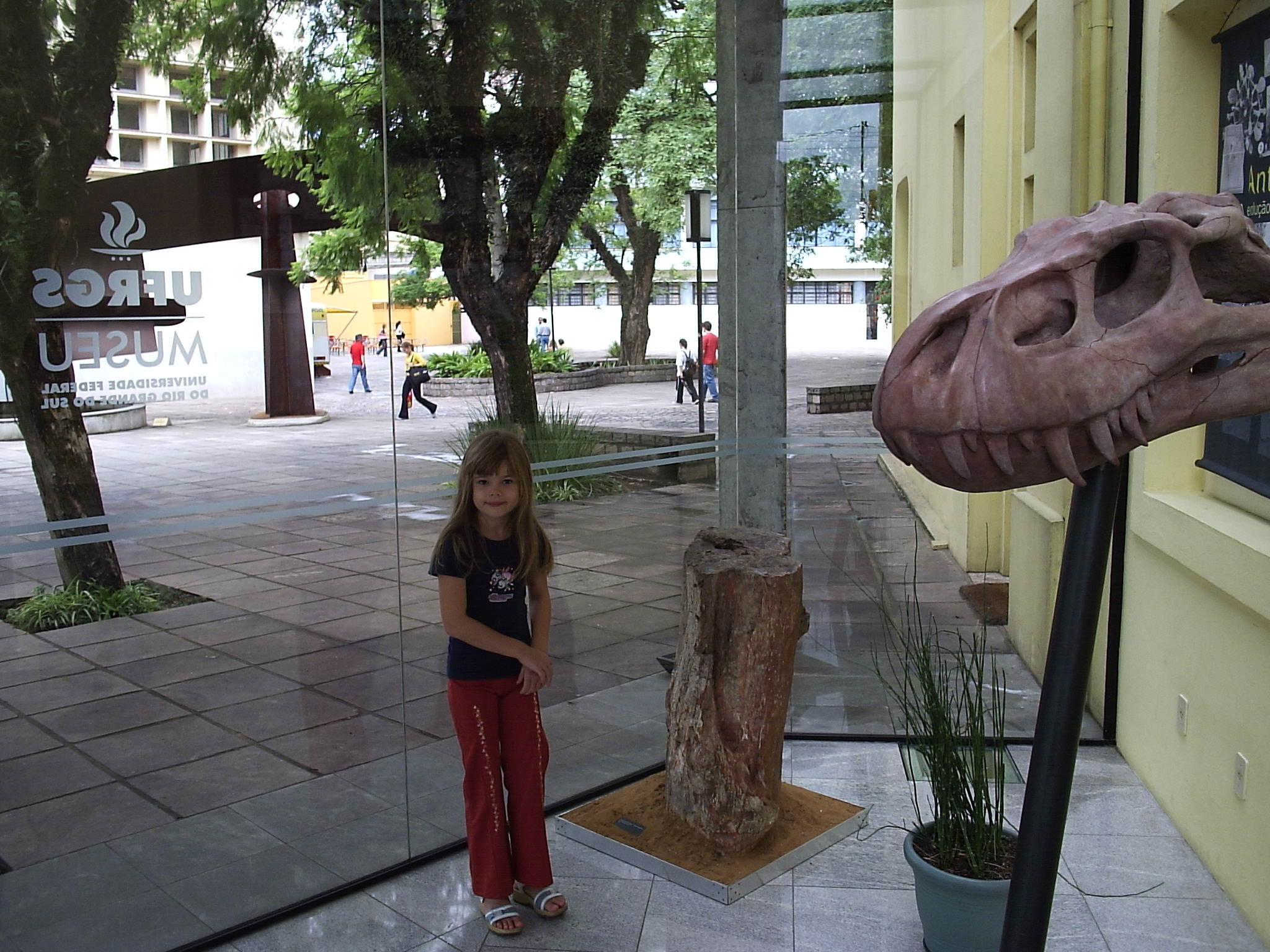
Crânio de Karamuru vorax e árvore petrificada

Tecodonte é um termo, já considerado obsoleto, originalmente usado para descrever uma gama diversa de arcossauros, répteis que apareceram pela primeira vez no Permiano e floresceram até ao fim do período Triássico. O grupo inclui os ancestrais dos dinossauros (incluindo aves), pterossauros e crocodilianos, bem como uma série de outras formas extintas.

## Definição
Tecodontes são definidos por certas características primitivas partilhadas, mas destacam-se a abertura (em cada lado do crânio) entre o olho e as narinas e os dentes em forma de soquetes, fixados no maxilar, e uma das características herdadas  dos tecodontes é o nome grego para "dentes em soquete".
Qualquer arcossauro que não fosse crocodiliano, pterossauro ou dinossauro era classificado como tecodonte, um tipo de "refugo" taxonômico para répteis que não se encaixavam totalmente nas definições das outras ordens citadas. O termo deixou de ser utilizado pela maioria dos paleontólogos, embora ainda possa ser encontrado em livros técnicos, antigos ou recentes. Isso ocorre pelo fato deste processo evolutivo ainda não estar muito bem esclarecido.

## Tecodontes no Brasil
O Rio Grande do Sul abriga o maior número de fósseis de tecodontes do Brasil:
- 1938: na cidade de São Pedro do Sul, no Sítio Paleontológico Chiniquá, foi coletado o tecodonte Prestosuchus chiniquensis, pelo paleontólogo Friedrich Von Huene.

- 2000: na cidade de Candelária foi coletado o tecodonte Karamuru vorax.

- 2010, abril: pesquisadores da Universidade Luterana do Brasil encontraram um fóssil quase completo de um tecodonte Prestosuchus chiniquensis, de mais de sete metros de comprimento, 900 quilos e aproximadamente 238 milhões de anos. A descoberta ocorreu em um terreno no município de Dona Francisca, na região central do estado (formação Santa Maria) pela equipe liderada pelo paleontólogo Sérgio Cabreira e pelo biólogo Lúcio Roberto da Silva. É o fóssil mais completo e bem conservado de tecodonte já encontrado. O exemplar era do Triássico Médio e o local da descoberta era um lago na época.